# Домбрувка (Томашовський повіт)
Домбрувка (пол. Dąbrówka) — село в Польщі, у гміні Черневиці Томашовського повіту Лодзинського воєводства.
Населення — 158 осіб (2011).
У 1975-1998 роках село належало до Пйотрковського воєводства.

## Демографія
Демографічна структура станом на 31 березня 2011 року:
|          | Загалом | Допрацездатний вік | Працездатний вік | Постпрацездатний вік |
| -------- | ------- | ------------------ | ---------------- | -------------------- |
| Чоловіки | 79      | 11                 | 60               | 8                    |
| Жінки    | 79      | 11                 | 41               | 27                   |
| Разом    | 158     | 22                 | 101              | 35                   |